# Bodolyabér, Baranya
Bodolyabér este un sat în districtul Komló, județul Baranya, Ungaria, având o populație de 241 de locuitori (2011). 

## Demografie
Componența etnică a satului Bodolyabér
     Maghiari (71,08%)
     Romi (24,74%)
     Germani (1,39%)
     Necunoscut (2,79%)
     Alții (2,79%)
Componența confesională a satului Bodolyabér
     Romano-catolici (62,66%)
     Fără religie (12,45%)
     Luterani (1,24%)
     Atei (1,24%)
     Necunoscută (22,41%)
Conform recensământului din 2011, satul Bodolyabér avea 241 de locuitori. Din punct de vedere etnic, majoritatea locuitorilor (71,08%) erau maghiari, existând și minorități de romi (24,74%) și germani (1,39%). Apartenența etnică nu este cunoscută în cazul a 2,79% din locuitori.  Din punct de vedere confesional, majoritatea locuitorilor (62,66%) erau romano-catolici, existând și minorități de persoane fără religie (12,45%), atei (1,24%) și luterani (1,24%). Pentru 22,41% din locuitori nu este cunoscută apartenența confesională.